# Ясный (пусковая база)
Ясный — российский космодром и база ракетных войск на территории позиционного района «Домбаровский» РВСН в Ясненском районе Оренбургской области России.

## Космодром
Космодром «Ясный» использовался для запуска космических аппаратов посредством ракет-носителей «Днепр». Эксплуатант космодрома — международная компания «Космотрас».
Это четвертый космодром России (после Плесецка, Восточного и полигона Капустин Яр). Первый космический пуск отсюда был осуществлён 12 июля 2006 года, когда стартовавшая в 18 часов 53 минуты по московскому времени ракета-носитель РС-20 «Воевода» вывела на околоземную орбиту американский спутник «Genesis I».
Ракеты-носители «Днепр» являются конверсионными. Их запуск — это сопряжённая с извлечением дохода утилизация боевых ракет РС-20Б (Р-36М УТТХ) и РС-20В (Р-36М2), необходимая в связи истечением срока службы или в соответствии с международными договорами. Перед пуском снятые с вооружения ракеты дорабатываются. Пуски выполняет Министерство обороны Российской Федерации по заказу «Космотраса», оплачивающего пусковые услуги и занимающегося заключением договоров.

### Хронология запусков
Флаги стран соответствуют списку КА.
| №  | Дата, модель РН       | Полезный груз | Статус |
| -- | --------------------- | --- | ------ |
| 1  | 12 июля 2006          | Genesis Pathfinder I | успех  |
| 2  | 28 июня 2007          | Genesis-II | успех  |
| 3  | 1 октября 2008 РС-20В | THEOS | успех  |
| 4  | 15 июня 2010          | БПА-1, Prisma-Mango,-Tango, Picard | успех  |
| 5  | 17 августа 2011       | Сич-2, БПА-2, NigeriaSat-2, NigeriaSat-X, Rasat, EduSat, Space Quest AprizeSat-5, AprizeSat-6 | успех  |
| 6  | 22 августа 2013       | KompSat-5 | успех  |
| 7  | 21 ноября 2013        | DubaiSat-2, SkySat-1, GOMX-1, WNISat, BRITE-Poland, контейнеры ISIpod | успех  |
| 8  | 20 июня 2014          | 33 КА из 17 стран, в том числе: КазЕОСат, Деймос-2, ТаблетСат-Аврора, БагСат-4, УниСат-6, Брайт-Торонто, Брайт-Монреаль, Ходоёси-3, Ходоёси-4, СаудиСат-4, контейнеры «КвадПак» с аппаратами КубСат | успех  |
| 9  | 6 ноября 2014 РС-20Б  | 5 спутников: ASNARO, 4 микроспутника | успех  |
| 10 | 26 марта 2015         | KompSat-3А | успех  |

## База ракетных войск
Пусковая база «Ясный» — один из 11 объектов в России, откуда может осуществляться запуск ракет наземного базирования высокой дальности, в том числе и оснащенных ядерными боеголовками. На базе «Ясный», по утверждениям Кремля, размещается ракетный комплекс «Авангард». 

### Утечка секретных данных
В 2025 году журналисты Der Spiegel совместно с датским исследовательским центром Danwatch получили доступ к сотням российских секретных документов, включая чертежи, и опубликовали расследование о том, как проходит масштабная модернизация российского ядерного потенциала, в том числе на базе «Ясный».
В доступе оказались полные документы о строительстве базы и применяемых материалах, схемы помещений, данные об ИТ-системах, системах охраны и расположении камер, датчиков, внешних ограждений, сигнализации, электрооборудовании и коммунальных системах. Также исследователи узнали, какие спортивные тренажёры и инвентарь используют солдаты.
Директор проекта «Ядерная информация» из The Federation of American Scientists Ханс М. Кристенсен называет документы «абсолютно невероятными» и говорит, что не видел ничего подобного в открытом доступе. По словам бывшего командира 1-го батальона военной разведки британской армии Филипа Ингрэма, такие документы очень ценны и позволяют найти уязвимое место для атаки. Старший преподаватель исследований по разведке в Норвежском штабном колледже Том Рёсет говорит, что нарушение безопасности может означать, что России придётся перестраивать базы, а это очень дорого. В Минобороны России утечку документов не комментировали.